# Hubbardton
Hubbardton is een stadje in Rutland County, Vermont (Verenigde Staten). Het stadje was het toneel van de slag bij Hubbardton waar Britse troepen de Amerikaanse strijdkrachten aanvielen tijdens de Slag bij Saratoga van 1777.
Volgens de telling van 2000 waren er toen 752 inwoners.